# Ruslan Pliyev
Ruslan Pliyev – uzbecki zapaśnik walczący w stylu wolnym. Zajął szesnaste miejsce na mistrzostwach świata w 2013. Zdobył brązowy medal na mistrzostwach Azji w 2015 roku.